# 努尔维
努尔维（義大利語：Nulvi），是意大利萨萨里省的一个市镇。总面积67.78平方公里，人口2886人，人口密度42.6人/平方公里（2009年）。ISTAT代码为090046。